# Matthias Herrmann (Politiker)
Matthias Herrmann (* 13. August 1870 in Gloggnitz, Niederösterreich; † 19. August 1944 in Wien) war ein österreichischer Politiker der Sozialdemokratischen Arbeiterpartei (SdP).

## Ausbildung und Beruf
Nach dem Besuch der Volksschule und einer Bürgerschule ging er an eine Lehrerbildungsanstalt und wurde Volksschullehrer.

## Politische Mandate
Vom 5. Juni 1919 bis 9. November 1920 war Matthias Herrmann Mitglied der Konstituierenden Nationalversammlung (SdP).